# Гиљермо Мартинез
Гиљермо Мартинез Лопез (шп. Guillermo Martínez López; Камагвеј, 28. јун 1981) је кубански атлетичар специјалиста за бацање копља.
Од 2000. године Гиљермо Мартинез се такмичио на атлетским такмичењима, да би 2004. на првенству Кубе бацио копље први пут преко 80 метара и освојио прву титулу националног првака. До 2007, ту титулу освајао је четири пута заредом. У том периоду учествовао је на Светским првенствима у Хелсинкију 2005. и Осаки 2007. и оба пута се пласирао око десетог места.
Прву међународну титулу освојио је 2006. на Играма Северне Америке и Кариба 2006. са 84,91 метара, више од шест метара испред другопласираног. На Панамеричким играма 2007. бацио је 77,66 метара и победио са два метра предности.
На Светском првенству у Берлину 2009. успео је бацити 86,41 метара и завршио као други иза Андреаса Торкилсена из Норвешке. То је био највећи успех за неког бацача копља са Кубе на светским првенствимаа, а у женској конкуренцији његова земљакиња Марија Колон, била је олимпијска победница 1980.
У Тегуу на Светском првенству 2011. био је трећи са 84,30 метара. Исте године на Панамеричикм играма у Гвадалахари побеђује и поставља нови рекорд Кубе од 87,20 метара.
На каснијим великим такмичењима Олимпијским играма 2012. у Лондону и Светском првенству 2013. у Москви није успео да се пласира у финале.

## Значајнији резултати
| Год. | Такмичење                            | Место           | Пласман | Резултат | Бел.                                      |
| ---- | ------------------------------------ | --------------- | ------- | -------- | ----------------------------------------- |
| 2005 | Светско првенство                    | Хелсинки,       | 10      | 72,68 м  |                                           |
| 2006 | Игре Средње Америке и Кариба         | Картагена,      | 1       | 84,91 м  |                                           |
| 2007 | АЛБА игре                            | Каракас         | 1       | 83,02 м  |                                           |
| 2007 | Панамеричке игре                     | Рио де Жанеиро, | 1       | 77,66 м  |                                           |
| 2007 | Светско првенство                    | Осака,          | 9       | 82,03 м  |                                           |
| 2009 | АЛБА игре                            | Хавана          | 1       | 80,14 м  |                                           |
| 2009 | Првенство Централне Америке и Кариба | Хавана          | 1       | 82,16 м  |                                           |
| 2009 | Светско првенство                    | Берлин,         | 2       | 86,41 м  |                                           |
| 2010 | Ибероамеричко првенство              | Сан Фернандо    | 1       | 81,71 м  |                                           |
| 2011 | Првенство Централне Америке и Кариба | Мајагвез        | 1       | 81,55 м  |                                           |
| 2011 | Светско првенство                    | Тегу,           | 3       | 84,30 м  |                                           |
| 2011 | Панамеричке игре                     | Гвадалахара     | 1       | 87,20 м  |                                           |
| 2012 | Олимпијске игре                      | Лондон,         | 16      | 80,06 м  |                                           |
| 2013 | Светско првенство                    | Москва,         | 16      | 79,6т м  | Архивирано на веб-сајту (6. октобар 2013) |